# سيرغي فيدورتشوك
سيرغي فيدورتشوك (بالأوكرانية: Сергій Федорчук)‏ Sergey Fedorchuk (ولد في 14 مارس 1981) لاعب شطرنج أوكراني يحمل لقب أستاذ كبير.

## ألقاب
- نال لقب أستاذ كبير عام 2002.
- فاز ببطولة أوروبا تحت 14 سنة عام 1995.
- فاز بدورة شطرنج سريع أقيمت في بانيوليس عام 2006.
- تعادل على المركز الأول في بطولة دبي المفتوحة الثامنة، مع غابرييل سارغيسيان وتيغران بتروسيان.
- تعادل على المراكز من الأول إلى الثامن في دورة كابيل لاغراند المفتوحة للشطرنج عام 2008 في فرنسا، مع كل من فوغار غاشيموف، دافيد أروتينيان، يوري كريفوروتشكو، كونستانتين تشيرنيشوف، أندري ديفياتكين، فاسيليوس كوترونياس، إروين لامي.
- تعادل على المركز الأول والثاني في بطولة مدينة باريس عام 2009، مع مورتاس كاجغالييف.
- فاز بدورة نانت المفتوحة للشطرنج عام 2009.
- فاز ببطولة باريس عام 2012.
- تعادل على المراكز من الأول إلى الثامن في دورة كابيل لاغراند المفتوحة للشطرنج في فرنسا عام 2013، مع كل من سانان سيوغيروف، باريماريان نيغي، ماكسيم رودشتاين، إيريك هانسن، فلاد كريستيان جيانو، ألكسي فيدوروف، يوري فوفك.
- تعادل على المركز الأول في دورة دافيد برونشتاين التذكارية المقامة في مينسك في 2014، مع كل كل من بادور جوبافا، ميخائيلو أوليسيينكو، وحل ثانياً بعد مباراة تحديد الغالب.
- فاز بدورة فلاديمير بتروف التذكارية عام 2014 المقامة في يورمالا في لاتفيا.

## تصنيف
- بلغ تصنيف إيلو 2638 نقطة في يناير 2018.

## روابط خارجية
- سيرغي فيدورتشوك على موقع الاتحاد الدولي للشطرنج (الإنجليزية)
- سيرغي فيدورتشوك على موقع مباريات الشطرنج (الإنجليزية)
- سيرغي فيدورتشوك على موقع 365Chess.com (الإنجليزية)
- سيرغي فيدورتشوك على موقع Chesstempo.com (الإنجليزية)